# Gunbird 2
Gunbird 2 est un jeu vidéo de type shoot 'em up conçu par Psikyo et édité par Capcom en 1998 sur borne d'arcade (Psikyo SH2). Il a été adapté en 2000 sur Dreamcast et en 2004 sur PlayStation 2.
Le jeu est entièrement dessiné et bourré de petites animations humoristiques.

## Système de jeu
Gunbird 2 est un shoot 'em up à scrolling vertical. Il propose 5 vaisseaux différents, qui possèdent leurs propres tirs et smart bombs.
Les conversions Dreamcast et PlayStation 2 sont très réussies. La première a l'avantage de sauver les scores alors que la seconde est un peu plus riche en couleurs et en animation mais rajoute des petits temps de chargement dans les niveaux.

## La série
- Gunbird (1994)
- Gunbird 2 (1998)